# Shavkat Mirziyoyev
Shavkat Miromonovich (Miromon o‘g‘li) Mirziyoyev (prononcé en ouzbek : /ʃɑfˈkɑt mirɔˈmɔnəvʲit͡ɕ (mirɔˈmɔn œɣˈlə) mirziˈjɔjɪf/ ; en russe : Шавкат Миромонович Мирзиёев, d'où la transcription occasionnelle en français Chavkat Mirzioïev), né le 24 juillet 1957 dans la province de Djizak, est un homme d'État ouzbek, président de la république d'Ouzbékistan depuis le 8 septembre 2016, après avoir été Premier ministre du 11 décembre 2003 au 14 décembre 2016.
Au cours de son mandat, M. Mirziyoyev lance une série de réformes politiques, économiques et sociales. Par exemple, le travail des enfants et le travail forcé dans l'industrie du coton ont été interdits, ce qui a mis fin à une pratique très répandue dans le pays.
En 2023, les réformes de Mirziyoyev visent à faire de l'Ouzbékistan une économie ouverte attirant les entreprises et les investissements étrangers en Ouzbékistan. Parmi les priorités de Mirziyoyev figurent notamment la lutte contre la corruption et la bureaucratie, ainsi que l'élimination des barrières commerciales.

## Biographie

### Études et carrière
Il fait ses études à l'école secondaire no 60 de Zaamin. Les cours ont été dispensées en russe.
Il est diplômé de Institut d’irrigation et de mécanisation agricole de Tachkent en 1981. Il a un diplôme en génie mécanique, il a fait un doctorat en sciences techniques.
Après ses études, il a exercé les fonctions de jeune chercheur, de maître de conférences, de professeur agrégé et de vice-recteur pour les affaires académiques dans le même institut,.

### Gouverneur
Il a commencé sa carrière politique à la fin des années 1980 en rejoignant le Parti communiste de l'Union soviétique (PCUS). En 1990, il a été élu député du Soviet Suprême,.
Après l'indépendance de l'Ouzbékistan le 31 août 1991, Mirziyoyev a gardé son poste et a rejoint le Parti démocratique populaire d'Ouzbékistan (NDPU).
En 1992, Mirziyoyev a été nommé chef de l'administration du district de Mirzo-Oulougbek à Tachkent. Il a également été élu député du Soviet suprême de la République. Shavkat Mirzioïev est nommé gouverneur de la province de Djizak en 1996, puis de celle de Samarcande en 2001,.
Alors qu'il travaillait au sein de l'exécutif, il a également été député à l’Oliy Majlis (Parlement) de la République d'Ouzbékistan de 1995 à 2003.

### Premier ministre
Le 12 décembre 2003, il est nommé Premier ministre par le président Islam Karimov. Confirmé dans ses fonctions par l'Assemblée suprême, il remplace à ce poste Oʻtkir Sultonov.
Ce poste lui a été confié à trois reprises -– en 2005, 2010 et 2015, par les chambres de l'Oliy Majlis,.

### Président de la République
Après la mort d'Islam Karimov, des suites d'une hémorragie cérébrale à l'âge de 78 ans, ainsi que la démission de Nigʻmatilla Yoʻldoshev, président par intérim, Shavkat Mirzioïev est élu président de la République à titre provisoire par le Parlement le 8 septembre 2016, alors qu'une élection présidentielle anticipée est prévue dans un délai de trois mois.
Le 16 septembre, il se déclare candidat à l'élection présidentielle du 4 décembre, à l'issue de laquelle il est élu président avec 88,6 % des voix. Il entre en fonction le 14 décembre et Abdulla Oripov lui succède comme Premier ministre.

#### Réformes
Mirziyoyev a lancé un programme de libéralisation après son entrée en fonction. Le 7 février 2017, la «Stratégie d'action sur cinq axes prioritaires de développement de la République d'Ouzbékistan en 2017-2021» a été adoptée, qui comprend: l’amélioration de la construction de l'État et de la société, la garantie de l'État de droit et la poursuite de la réforme du système judiciaire et juridique, le développement et la libéralisation de l'économie, le développement du domaine social, la garantie de la sécurité, de l'harmonie ethnique et de la tolérance religieuse, ainsi que la mise en œuvre d'une politique extérieure équilibrée, mutuellement bénéfique et constructive,.
Des changements ont été effectués dans l'économie, dans le domaine de la liberté d'expression et des droits de l'homme, dans la politique du personnel de l'État, dans l'éducation, dans les forces de police, les forces armées et les services spéciaux. Le Haut-Commissaire des Droits de l'Homme de l’ONU a visité le pays pour la première fois. Shavkat Mirziyoyev a commencé à encourager les citoyens à critiquer les pouvoirs publics,. Les réformes religieuses visant à la liberté religieuse des citoyens ont également été entamées.
L'une des principales innovations de Mirziyoyev est le lancement d'une réception virtuelle où tous les citoyens du pays peuvent s'inscrire. Elle est conçue pour assurer un dialogue direct avec la population, la résolution rapide des problèmes locaux, l’élimination des lacunes et la protection les droits et les intérêts des personnes physiques et morales,. En 2020, la réception virtuelle du président a reçu 1,2 million de demandes. 752 responsables qui n'avaient pas correctement géré les demandes ont été tenus pour responsables.
Le pays a également mis en place des lignes directes avec le président, des médias indépendants et des blogueurs, ainsi que des conférences de presse régulières,.
La plupart des prisonniers politiques de l'ère de Karimov ont été libérés des prisons ouzbèkes. Les autorités ont également fermé la prison de Jaslyk, connue pour ses tortures brutales,.
Le travail forcé pour la traditionnelle récolte annuelle du coton est aboli ; des acteurs privés émergent dans le secteur afin de produire du textile, au lieu de simplement exporter cette matière première.
En 2018, l'Académie islamique internationale de l'Ouzbékistan a été créée pour fournir une éducation religieuse dans le pays. Au cours de la même année, le Parlement a adopté une « feuille de route » visant à améliorer davantage les conditions de la liberté de religion en intégrant de nombreuses recommandations du Rapporteur spécial de l’ONU. Dans le cadre de cette feuille de route, le gouvernement a promis de réviser la loi restrictive sur la religion de 1998, qui a été adoptée en 2021. Les mosquées sont notamment autorisées à diffuser par microphone les appels à la prière, le président qualifiant la politique de son prédécesseur de « tragédie », ajoutant que l'islam est « lumière ».
En 2019, The Economist a nommé l'Ouzbékistan le pays de l'année en reconnaissant les réformes qui avaient eu lieu dans le pays.
En 2020, la Commission américaine sur la liberté religieuse internationale (USCIRF) a retiré l'Ouzbékistan de sa liste de pays où les libertés religieuses des citoyens sont violées pour la première fois depuis 2005,.
Les années 2020-2021 sont ainsi plus contrastées : des blogueurs critiques sont inquiétés et l'opposant Khidirnazar Allakoulov se voit refuser l'enregistrement de son parti, préalable pour être candidat.
Selon les médias ouzbeks, le Ministère de la Justice a refusé d'enregistrer le parti en raison du manque de signatures suffisantes et de la violation des lois sur les partis politiques et les organisations non gouvernementales. l'ONG Human Rights Watch déplore un « harcèlement » du régime à l'égard des voix hostiles à Shavkat Mirziyoyev.
Cependant, l'Ouzbékistan a été l'un des rares pays à maintenir une croissance économique pendant la pandémie. Le PIB a augmenté de 101,6 %. Chose inhabituelle, des manifestations contre les pénuries d'énergie ont même lieu en 2020. Selon Le Figaro, le népotisme et la corruption demeurent importants en Ouzbékistan en 2021.
En 2022, Shavkat Mirziyoyev a adopté la stratégie de développement du « Nouvel Ouzbékistan », qui consiste à l'ouverture de l'économie du pays et à l'attraction d'investissements étrangers, un mettant l’accent sur l'énergie verte. Cette stratégie est conçue pour être mise en œuvre d'ici 2026.
La lutte contre la corruption
- Adoption d'un programme gouvernemental de lutte contre la corruption.
- Création d'une Commission interministérielle républicaine de lutte contre la corruption.
- Adoption de la loi sur la lutte contre la corruption.
- Création d'une agence de lutte contre la corruption, autorité gouvernementale chargée de la formulation et de la mise en œuvre de la politique gouvernementale en matière de prévention et de lutte contre la corruption.

Libéralisation monétaire,
- Passage à la libre conversion des devises libre.
- Atteinte du taux de change du marché de la monnaie nationale, le « taux de change flottant » du soum.
- Annulation de l'obligation de vendre les produits en devises étrangères.

Réforme fiscale
- Réorganisation des autorités fiscales.
- Annulation ou consolidation des doubles impôts.
- Amélioration de la législation fiscale.
- Périodes d'exonération fiscale pour les entreprises et les entrepreneurs.
- Adoption du concept de réforme fiscale.

Réformes économiques
- Réforme des entreprises publiques, y compris le soutien ou le réaménagement d'entreprises et d'installations de production inefficaces.
- Privatisation des entreprises non stratégiques avec une grande participation de l'État par le biais du marché boursier, privatisation des entreprises stratégiques avec conservation de l'action privilégiée[38].
- Simplification des conditions d'exercice des activités commerciales, stimulation des exportations pour les entreprises.
- Abolition du monopole d'exportation de produits agricoles.
- Libéralisation du marché automobile.
- Protection des droits des entrepreneurs via l'institution du médiateur des entreprises.
- Mesures visant à réduire les écarts entre les zones rurales et urbaines.
- Simplification de la prestation de services publics via le principe "guichet unique".

Réforme de l'éducation,
- Retour à l’enseignement scolaire de 11 ans.
- Augmentation des salaires des travailleurs universitaires et des instituts de recherche.
- Intégration des établissements d'enseignement supérieur dans le système d'information unique « L’université intelligent ».
- Création d'un Ministère de l'éducation préscolaire.
- Extension de la couverture de l'enseignement supérieur et de l'éducation préscolaire.
- Création d'établissements d'enseignement préscolaire, scolaire et supérieur privés.
- Augmentation du nombre d'établissements d'enseignement supérieur.
- Enseignement préférentiel pour les femmes et les représentants de groupes vulnérables de la population[40].

Droits de l'homme,
- Éradication du travail des enfants sous toutes ses formes et élimination du travail forcé systématique[21].

- Libération des personnes précédemment détenues en raison de leurs activités politiques et de défense des droits de l'homme.

- Exclusion des citoyens de la « liste noire » des membres d'organisations extrémistes.

- Renforcement de responsabilité des autorités de l'État vis-à-vis des citoyens.

- Mesures pour promouvoir la liberté d'expression et les médias.

- Simplification de l'enregistrement et de l'activité des institutions de la société civile.

- Création d'un système continu d'éducation en matière de droits de l'homme, de lutte contre la corruption, la torture, la traite des êtres humains et de réhabilitation de ses victimes.

- Expansion des possibilités pour les personnes handicapées, plans d'adoption d'une loi spéciale sur les droits des personnes handicapées et de ratification de la Convention relative aux droits des personnes handicapées.

#### La politique étrangère
La politique étrangère menée par Shavkat Mirziyoyev est considérée comme équilibrée, active et pragmatique, se concentrant sur « l’évitement de la dépendance excessive envers l'une des grandes puissances mondiales ». On note que ces caractéristiques se sont clairement manifestées lors du renforcement des relations avec les pays d'Asie centrale. L'Ouzbékistan a renoncé à sa politique précédente de coopération régionale limitée,.
Voici les visites officielles du président Shavkat Mirziyoyev dans des pays étrangers en tant que chef de l'État,:
Relations avec la France
La France est le premier pays d'Europe que Mirziyoyev ait visité en tant que chef de l'État, les 8 et 9 octobre 2018. Une cérémonie officielle a eu lieu sur la place de l'Hôtel de Ville de Paris pour accueillir le président de la République d'Ouzbékistan, marquant ainsi la première visite en 22 ans.
Depuis le 4 octobre 2018, un décret présidentiel "Sur l'établissement d'un régime sans visa en Ouzbékistan pour les citoyens français" est en vigueur. La France est devenue le premier pays européen à bénéficier de ce régime sans visa pour les touristes se rendant en Ouzbékistan. Selon le Comité d'État des statistiques d'Ouzbékistan, environ 13 000 touristes français ont visité l'Ouzbékistan en 2019.
En novembre 2022, Mirziyoyev s'est rendu en France et a rencontré des représentants de grandes entreprises françaises telles qu'Airbus, Orano, Suez, Alstom, Total Eren et Électricité de France. Il leur a proposé d'investir dans l'économie ouzbèke en créant des coentreprises produisant des biens à forte valeur ajoutée,.
À l'issue de la visite, les parties ont signé une série d'accords et de contrats d'une valeur de plus de 6 milliards d'euros. Le principal acteur de l'industrie nucléaire français, Orano, a conclu un accord de partenariat stratégique avec le producteur ouzbek d'uranium, Navoiyuran. Orano aidera Navoiyuran à moderniser son activité selon le modèle français,.
Outre les activités dans le domaine des affaires, la visite de Mirziyoyev a été marquée par un accord de coopération stratégique entre Tachkent et l'Agence française de développement (équivalent de l'USAID américain). Cette structure, qui promeut les intérêts de Paris, devrait consacrer 1 milliard d'euros à des projets en Ouzbékistan d'ici 2025.

#### Les élections et le referendum
Candidat à un second mandat, il est réélu le 24 octobre 2021 avec 80 % des voix devant Maqsuda Vorisova du Parti démocratique populaire d'Ouzbékistan, qui arrive deuxième avec 6,6 % des voix.
En plus de Mirziyoyev, 5 autres candidats de chacun des partis existants dans le pays ont participé aux élections. Pour la première fois, des débats télévisés ont eu lieu avant les élections présidentielles.
Par la suite, l'Organisation pour la sécurité et la coopération en Europe (OSCE) a critiqué l'absence de « concurrence réelle » et des violations lors du processus de vote. Cependant, les représentants de l'OSCE ont noté que des réformes démocratiques importantes avaient été mises en place en Ouzbékistan et devaient être poursuivies pour consolider les progrès déjà réalisés. Les missions de la CEI et de l'Organisation de coopération de Shanghai ont constaté que les élections étaient conformes à la législation électorale de la République d'Ouzbékistan et aux engagements internationaux pris par le pays.
En avril 2023, un référendum a eu lieu en Ouzbékistan pour apporter des amendements à la Constitution de l'Ouzbékistan. 16,7 millions de citoyens y ont participé. 90,21 % des résidents ont soutenu le projet de loi. 9,35 % des votants se sont opposés. Il a été proposé d'ajouter 27 articles dans la Constitution, modifiant 65 % du document précédent. Parmi les amendements proposés figuraient la proclamation de l'égalité des sexes, la garantie de la propriété privée, la prolongation du mandat du président de cinq à sept ans, la réduction du nombre de sénateurs, l'abolition de la peine de mort et l'interdiction de remettre des citoyens ouzbeks à des États étrangers,.
Lors des élections de juillet 2023, Shavkat Mirziyoyev a obtenu plus de 87 % des voix,,,.

## Famille
Épouse - Ziroatkhon Mahmudovna Mirziyoyev (Hoshimova), ingénieur économiste, née à Kokand, région de Fergana.
Fille aînée - Saïda Shavkatovna Mirziyeva, née en 1984. En avril 2019, elle a été nommée directrice adjointe du directeur de l'Agence d'information et de communication de l'administration présidentielle de l'Ouzbékistan. En 2022, elle était vice-présidente du conseil d'administration de la Fondation pour le soutien et le développement des médias nationaux. En novembre 2022, elle a été nommée à la tête du département des relations et de la politique d'information de l'administration présidentielle.
Fille cadette - Shakhnoza Shavkatovna Mirziyeva. En 2019, elle dirigeait le département au ministère de l'Éducation préscolaire. Elle est mariée à Otabek Umarov, vice-directeur du Service de sécurité d'État du président de la République d'Ouzbékistan et vice-président du Conseil olympique d'Asie,.
Fils - Miralisher Shavkatovich Mirziyoev.
En 2023, Shavkat Mirziyev avait 6 petits-enfants.

## Distinctions
- L'Ordre du « Service désintéressé » (23 juillet 2007) – pour de nombreuses années de travail fructueux dans les institutions de l'État, des mérites exceptionnels dans le renforcement du potentiel économique du pays, la mise en œuvre réussie de réformes, ainsi que la participation active à la vie publique[66].

- L'Ordre de « Gloire au Travail » (27 août 1998) – pour de nombreuses années de travail fructueux et une grande contribution au développement de l'agriculture, de l'industrie, de l'économie et du secteur social, pour l'amélioration du bien-être de la population, le maintien de la paix et de la stabilité[67].

- L'Ordre de « Dostyk » de 1re classe (15 mars 2018, Kazakhstan) – pour une contribution significative au renforcement et au développement des relations politiques, économiques et culturelles bilatérales entre les deux pays[68].

- L'Ordre de « Danaker » (22 novembre 2017, Kirghizistan) – pour une contribution personnelle considérable à l'établissement d'un partenariat stratégique et au renforcement de l'amitié traditionnelle et du bon voisinage entre la République kirghize et la République d'Ouzbékistan[69].

- L'Ordre de « Zarrintoch » de 1ère classe (10 juin 2021, Tadjikistan)[70].

- L'Ordre d'Alexandre Nevski (23 juillet 2022, Russie) – pour de grands mérites dans le renforcement de l'amitié et de la coopération entre la Russie et l'Ouzbékistan[71].

- Le 2 février 2017, la présidente de la Chambre de commerce américano-ouzbèke, Carolyn Lamm, a remis au président ouzbek Shavkat Mirziyoyev une distinction honorifique pour ses réformes et la promotion de l'attraction des investissements étrangers[72].

- Le 23 avril 2018 s'est vu remettre le 23 avril 2018 à Ankara, capitale de la Turquie, un prix « Pour les mérites envers l'Eurasie » en reconnaissance de ses « mérites sans précédent et historiques envers la société ». Il s'agissait d'une récompense créée pour la première fois par l'Association turque des hommes d'affaires EcoAvrasya, qui organise le concours pour le prix « Pour les mérites envers le monde turc » depuis 2012[pas clair][73].

- En décembre 2018, l'Association des journalistes d'Asie a nommé Shavkat Mirziyoyev « Homme de l'année en Asie ». Le président de l'Ouzbékistan a été honoré pour ses efforts en faveur de la paix et de la coopération entre les pays d'Asie centrale[74],[75].

- Docteur honoris causa de l'Université de Nagoya[76].